# 6020 Miyamoto
6020 Miyamoto eller 1991 SL1 är en asteroid i huvudbältet som upptäcktes den 30 september 1991 av de båda japanska astronomerna Kazuro Watanabe och Kin Endate vid Kitami-observatoriet. Den är uppkallad efter den japanska astronomen Yukio Miyamoto.
Asteroiden har en diameter på ungefär 5 kilometer.